# Слодовец (станция метро)
«Слодо́вец» (пол. Słodowiec) (A20) — 18-я станция Варшавского метрополитена.
Открыта 23 апреля 2008 года в составе участка «Марымонт» — «Слодовец».

## Описание
Станция расположена в створе улицы Каспровича, восточнее её пересечения с улицей Сахарова.
Конструкция станции — колонная двухпролётная мелкого заложения, с боковыми платформами и рядом колонн между путями. Оформлена в серой гамме, стены выложены серыми, белыми и чёрными плитками. Вдоль стен установлены скамейки.
Чуть севернее станции расположен противошёрстный съезд, позволявший поездам оборачиваться до продления линии на северо-восток.
Восточный вестибюль выходит непосредственно на улицу Каспровича, западный — в сквере между улицами Сахарова и Жеромского.
Непосредственно к станции не подходит никаких маршрутов, ближайшая остановка расположена в 200 метрах восточнее восточного выхода. У западного проходит автобус 156, но его остановки находятся ещё дальше.